# Nicholas Sparks
Nicholas Charles Sparks (* 31. prosince 1965, Omaha, Nebraska, USA) je jeden z nejúspěšnějších amerických spisovatelů současnosti. Jedná se o autora řady celosvětové úspěšných románů, z nichž 8 bylo použito jako předloha k neméně úspěšným filmům, devátý právě přichází do kin. V jeho díle zaujímají významné místo témata jako je křesťanství, láska, tragédie a osud. Do dnešního dne vydal 18 románů, které mají často romantickou formu a hlavní postavy se v nich obvykle nedočkají happy endu v běžném slova smyslu.

## Životopis a důležitá osobní data
Narodil se v Omaze v Nebrasce jako prostřední ze tří dětí profesora Patricka Michala Sparkse a jeho ženy Jill Emmy Marie Sparksové. Před ním se narodil bratr Michael Earl (* 1964) a po něm sestra Danielle (1967–2000), která byla inspirací pro hlavní postavu románu Nezapomenutelná cesta.
V mládí se rodina často stěhovala ze státu do státu. Studoval na Bella Vista High School, kterou ukončil na jako (valedictorian) primus ročníku. Poté se stal studentem katolické University of Notre Dame (1984). Hodně se zabýval sportem, konkrétně atletikou, v roce 1985 jeho tým vytvořil dosud platný rekord školy ve štafetě na 4 x 800 metrů. Studoval finančnictví a své studium zakončil s vynikajícím prospěchem v roce 1988.
V roce 1988 se během jarních prázdnin setkal s Cathy Cole z New Hampshire, v červenci 1989 se vzali a poté žili v Sacramentu v Kalifornii. V následujících letech Sparks vyzkoušel řadu povolání, v roce 1993 se rodina přestěhovala do New Bernu. Zde napsal svůj první publikovaný román, The Notebook (vyšel 1996). V současné době stále žije v New Bernu s manželkou a pěti dětmi: třemi syny (Miles Andrew, Ryan Cote a Landon) a dvěma dcerami-dvojčaty (Lexie Danielle a Savannah Marin). Přispívá do národní a místní charity a podílí se na programu kreativního psaní University of Notre Dame.

## Dílo
Svůj první, nikdy nepublikovaný román, The Passing, napsal v roce 1985, během studia na Notre Dame. Druhý román, The Royal Murders, (rovněž nikdy nepublikovaný) napsal v roce 1989. V roce 1994 napsal další román The Notebook. Ten zaujal literární agentku Theresu Park, která zařídila jeho vydání v Time Warner Book Group. Vyšel v říjnu 1996 a zaznamenal obrovský úspěch – první týden vedl žebříček bestsellerů New York Times, úspěch se dostavil i na mezinárodní scéně.
Jeho první román jej finančně dokonale zabezpečil, poté se oddal literární tvorbě a sepsal řadu dalších, mezinárodně velmi úspěšných bestsellerů. Jeho dílo bylo přeloženo do více než 35 jazyků, včetně češtiny (viz seznam publikovaných prací). Na námět osmi jeho románů byly vytvořeny celovečerní filmy, které dohromady vydělaly více než čtvrt miliardy dolarů.

## Seznam publikovaných prací
| Rok vydání knihy | Název knihy                                                  | Rok vydání filmu | Název filmu          |
| ---------------- | ------------------------------------------------------------ | ---------------- | -------------------- |
| 1990             | Wokini: A Lakota Journey to Happiness and Self-Understanding |                  |                      |
| 1996             | Zápisník jedné lásky                                         | 2004             | Zápisník jedné lásky |
| 1998             | Vzkaz v láhvi                                                | 1999             | Vzkaz v láhvi        |
| 1999             | Nezapomenutelná cesta                                        | 2002             | Dlouhá cesta         |
| 2000             | Útěk do samoty                                               |                  |                      |
| 2001             | Osudová zatáčka                                              |                  |                      |
| 2002             | Noci v Rodanthe                                              | 2008             | Noci v Rodanthe      |
| 2003             | Strážce                                                      |                  |                      |
| 2003             | Svatba                                                       |                  |                      |
| 2004             | Three Weeks with my Brother                                  |                  |                      |
| 2005             | True Believer                                                |                  |                      |
| 2005             | At First Sight                                               |                  |                      |
| 2006             | Milý Johne                                                   | 2010             | Milý Johne           |
| 2007             | Volba                                                        | 2016             | The Choice           |
| 2008             | Talisman                                                     | 2011             | Talisman             |
| 2009             | Poslední píseň                                               | 2010             | Poslední píseň       |
| 2010             | Bezpečný přístav                                             | 2013             | Bezpečný přístav     |
| 2011             | To nejlepší z nás                                            | 2014             | Co s láskou          |
| 2013             | Nejdelší jízda                                               | 2015             | Nejdelší jízda       |
| 2015             | Ve tvých očích                                               |                  |                      |
| 2017             | Život ve dvou                                                |                  |                      |